# 徳川家基
徳川 家基（とくがわ いえもと）は江戸幕府第10代将軍・徳川家治の長男。将軍世子。将来の第11代将軍として期待されるが急死。
「家」の通字を授けられながらも将軍に成れなかった徳川宗家・唯一の人物なので「幻の第11代将軍」とも呼ばれる。

## 生涯
田沼意次の推薦で側室となったお知保の方（蓮光院）と家治の間に生まれる。生後まもなく大奥女中の広橋の願いもあり、男子のいなかった家治の御台所・倫子の養子となって成長した。幼年期より聡明で文武両道の才能を見せる。成長するにつれ政治にも関心を持ち、参画する姿勢を表し、老中・ 田沼意次の政治を批判している。
しかし安永8年（1779年）2月21日、鷹狩りの帰りに立ち寄った品川の東海寺で休息中に突然体の不調を訴え、江戸城に急ぎ運ばれたが、3日後の2月24日に江戸城で死去した。享年18（満16歳没）。後継ぎを突然失った父・家治は、食事も喉を通らなくなるほど嘆き悲しんだという。家基の死により、家治の子で存命の者はなくなり、それ以後も死去するまで子を儲けることはなかったため、彼の血筋は断絶することとなった。その後、当時九歳だった一橋治済の長男豊千代(のちの徳川家斉)を養子として迎えることとなった。

## 死因
あまりにも突然の死であったため、家基将軍就任後の失脚を恐れた意次による毒殺説、嫡男豊千代（後の徳川家斉）に将軍職を継がせたい一橋家・徳川治済の毒殺説など、複数の暗殺説が生じている。『続三王外記』には2月21日の鷹狩りに医師池原雲伯が家基に随行したが、この医師は意次が推薦した者なので、家基の急死に疑わしいことが何かあるように記されている。
一方で幕末に渡日したドイツの博物学者シーボルトは、家基がオランダから輸入したペルシャ馬に騎乗中、落馬事故を起こして死亡したと記述している。ただし、家基の死から約半世紀に渡日したシーボルトが、どうやってその死因を知り得たのかは疑問が残る。
竹内誠は、記録を見る限り家基は急死を遂げるまで大変元気で、しばしば江戸近郊に鷹狩りに出かけており、患った様子もなく、まことにその死は突然だったとしている。その根拠として、前年の安永7年（1778年）10月・11月・12月にそれぞれ2回ずつ、死去する安永8年（1779年）1月に2回、2月にしても最後となった21日の前に2月4日に目黒辺で鷹狩りをしていた。つまり、1か月に2度の割合で鷹狩りをするほど家基は壮健であったことになる。
家基に代わって第11代将軍となった家斉は、晩年になっても命日には自ら墓参するか、若年寄を代参させていたが、遠縁である先代将軍の子にここまで敬意を払うのは異例であった。また、家斉は文政元年（1818年）に重病に倒れ、なかなか回復しなかったため、家基の祟りと噂された。後に回復したが、家斉はその噂を聞いて震え上がり、木像を刻ませて智泉院に下付し、文政11年（1828年）の家基50回忌には、新たに若宮八幡宮の社殿を建立させたほどであった。
なお、家基の生母である蓮光院は家斉の将軍在任中の文政11年（1828年）に、没後30年以上経って従三位を追贈されているが、将軍の正室（御台所）や生母以外の大奥の女性が叙位された例は珍しい。

## 官歴
※日付は旧暦
- 1762年（宝暦12年）10月25日 - 誕生。幼名：竹千代
- 1765年（明和2年）12月1日 - 諱を家基とする旨決定
- 1766年（明和3年）4月7日 - 元服し、従二位権大納言に叙任
- 1779年（安永8年）2月24日 - 薨去。享年18（満16歳没）。法名は孝恭院殿。墓所は、東京都台東区上野桜木の東叡山寛永寺円頓院。
- 1780年（安永9年）11月10日 - 贈正二位内大臣
- 1848年（嘉永元年）10月19日 - 贈正一位太政大臣

徳川家基　贈太政大臣正一位宣命（「高麗環雑記」）
天皇我詔良万止、贈内大臣正二位源家基朝臣尓詔倍止勅命乎聞食止宣、将家乃継嗣示志氐朝廷乃爪牙止毛成倍岐尓、不慮毛早久逝志乎、哀美給比惜美給比氐、安永乃御宇尓追贈志、今又官位乎上給比氐、太政大臣正一位乎贈給比治賜布、天皇我勅命乎遠聞食止宣、嘉永元年十月十九日奉大内記菅在光朝臣申、
（訓読文）天皇我詔良万止（孝明天皇 すめらがおほみことらまと）、贈内大臣（うちのおほまへつぎみ）正二位（おほいふたつのくらゐ）源家基朝臣に詔倍止（のらへと）勅命乎（おほみことを）聞食止宣（きこしめせとのる）、将家（将軍家）の継嗣（よつぎ）として朝廷（みかど）の爪牙（さうが）とも成るべきに、不慮（こころならず）も早く逝（ゆ）きしを、哀（かなし）み給ひ惜しみ給ひて、安永の御宇（ぎょう）に追贈し、今又官位を上（のぼ）せ給ひて、太政大臣（おほまつりごとのおほまへつぎみ）正一位（おほいひとつのくらゐ）を贈り給ひ治め賜ふ、天皇（すめら）が勅命（おほみこと）を遠く聞こし食（め）せと宣（の）る、嘉永元年（1848年）10月19日、大内記菅（原）在光（唐橋在光、従四位下）朝臣奉（うけたまは）りて申す、

## 関連作品
小説
- 居眠り磐音（作：佐伯泰英、14巻「夏燕ノ道」で日光社参に同行する家基が描かれる。）

映画
- 復讐侠艶録（1956年・東映、演：沢田清）
- 将棋大名（1960年・東映、演：西条菊太郎）

テレビドラマ
- 大奥（1968年・関西テレビ、演：太田博之）
- 陽炎の辻3 〜居眠り磐音 江戸双紙〜（2009年・NHK、演：中村隼人）
- 大奥「第一部～最凶の女～」/「第二部～悲劇の姉妹～」（2016年・フジテレビ、演：鮎川太陽）
- 大奥（2024年・フジテレビ、演：黒瀬逸斗 → 谷昴）
- べらぼう〜蔦重栄華乃夢噺〜（2025年・NHK大河ドラマ、演：奥智哉）

漫画
- 『大奥』よしながふみ、白泉社 ※男女逆転設定